# Corby Town F.C.
Corby Town FC là một câu lạc bộ bóng đá có trụ sở tại  Corby, Northamptonshire, Anh. Đội bóng hiện thi đấu tại  và có sân nhà ở Steel Park.

## Danh hiệu
- Southern League
  - Nhà vô địch Premier Division mùa giải 2008–09, 2014–15
- United Counties League
  - Nhà vô địch các mùa giải 1950–51, 1951–52
- Northamptonshire Senior Cup
  - Nhà vô địch các mùa giải 1950–51, 1962–63, 1975–76, 1982–83, 2009–10, 2012–13[2]

## Thống kê
- Thành tích tốt nhất tại FA Cup: Vòng ba mùa giải 1965–66[3]
- Thành tích tốt nhất tại FA Trophy: Vòng ba mùa giải 1986–87, 2009–10[3]
- Kỷ lục khán giả đến sân: 2,240 người trong trận đấu với Watford, mùa giải 1986–87[4]
- Cầu thủ ra sân nhiều nhất: Derek Walker, 601 lần[4]
- Vầu thủ ghi bàn nhiều nhất: David Hofbauer, 159 bàn(1984–1995)[4]
- Phí chuyển nhượng kỷ lục đã trả: 2,700 bảng đến Barnet cho cầu thủ Elwun Edwards, 1982[4]
- Phí chuyển nhượng kỷ lục nhận được: £20,000 bảng từ Oxford United cho cầu thủ Matt Murphy, 1993[4]